# Enkō-in

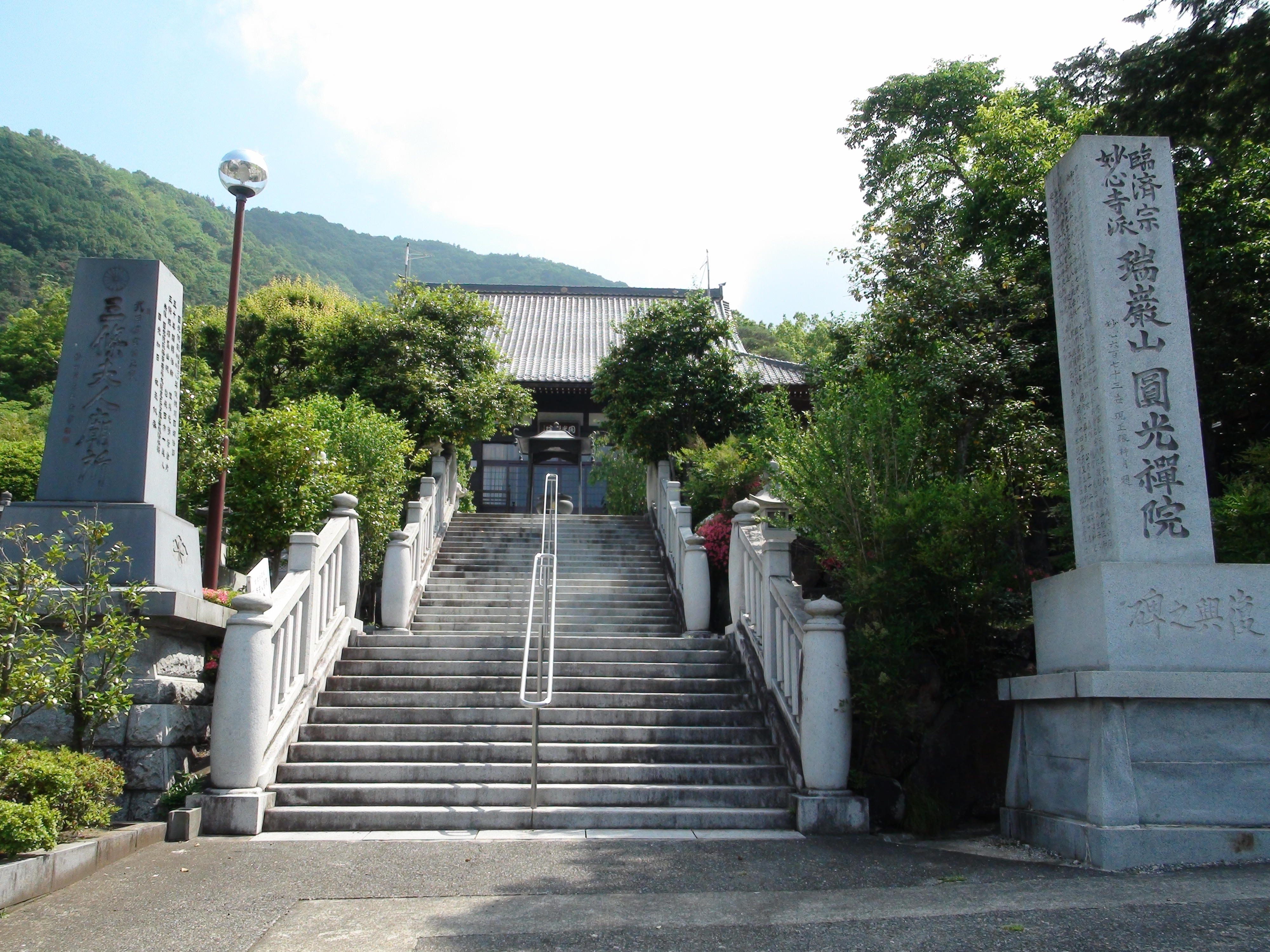
Enkō-in

Der Enkō-in (jap. 円光院) fünf großen buddhistischen Tempel in Kōfu (Kōfu Gozan), die Takeda Shingen während der Zeit der streitenden Reiche Sengoku-Zeit aus der umliegenden Präfektur Yamanashi nach Kōfu verlegt hat. Der Tempel gehört zur Myōshin-ji-Linie der buddhistischen Schule Rinzai-shū.

## Geschichte

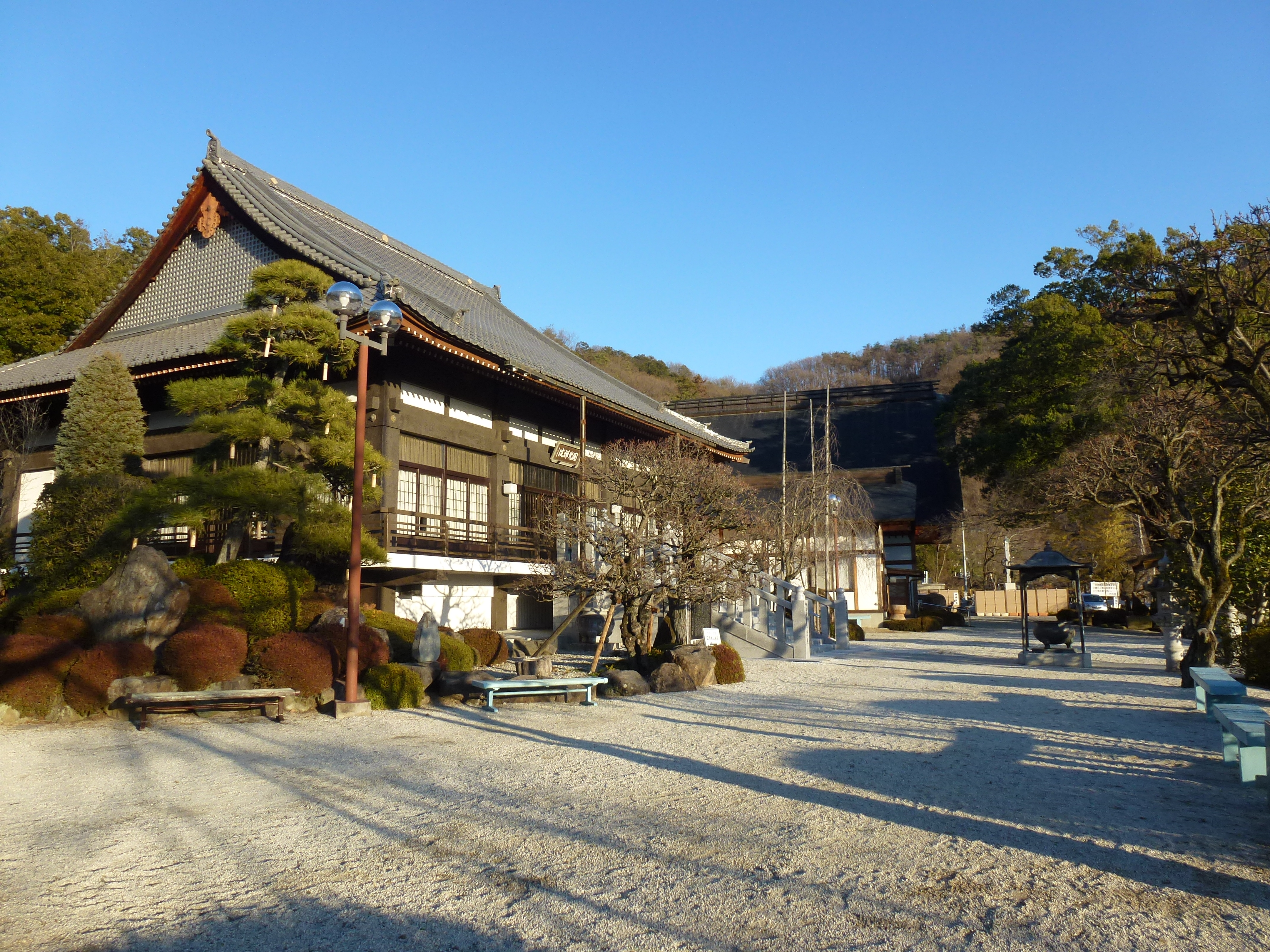
Innenhof

Der Tempel soll durch einen Vorfahren Shingens in Isawa errichtet worden sein, Henmi Kiyomitsu (Minamoto no Kiyomitsu), dem Sohn des ersten Minamoto, der sich in der Provinz Kai niederließ und der Stammvater der Takeda sein soll. Diese Anlage wurde 1560 an den Fuß des Berges Atago verlegt. Dabei hatte Shingen im Sinn, die großen fünf Tempel Kyotos, Gozan nachzuahmen.
Dieser Tempel ist auch einer der Orte, die als Begräbnisstätte von Takeda Shingen dienten. Weiterhin wohnte hier eine große Gesellschaft seiner Zweitfrau Sanjō no kata, die er oft, wenn es die Zeit zuließ, aufgesucht haben soll. Sanjō no kata, eine Aristokratin einer Hofadligenfamilie aus Kyoto, konnte ein Netzwerk an einflussreichen Personen aufbauen und in ihrer Gesellschaft in diesem Tempel zusammenbringen. Als Mentor wählte sie sich den Mönch Sessan, der auch Shingens Hochachtung genoss. Als sie starb, wurde sie 1570 auf dem Tempelfriedhof bestattet.
Shingen übergab dem Tempel viele seiner Familienschätze. Allerdings gingen bei einem Brand 1746 viele Gebäude und Kunstwerke verlustig. Jetzt befindet sich hier die „Familiengeschichte der Takeda“ die Shingen geschrieben hat, sowie zwei buddhistische Gemälde: Eines zeigt Tohachi-Bishamon, auch Kubera im Hinduismus genannt, den Schutzpatron seines Hauptquartiers, und das andere Shogun Jizo, eine Wächter- und Kriegsgottheit. Außerdem befindet sich dort ein Tee-Service, dass der Fürst Shingen lange Zeit täglich benutzt hat. Diese Dinge wurden von einem Vertrauten und Nachfolger Shingens, Baba Nobuharu, übergeben.
Aufgrund dieser Schätze und des heute noch besuchbaren Grabes von Sanjō no kata, gehört der Tempel zu einer der bedeutendsten lokalen Sehenswürdigkeiten der Präfektur.

## Religion
Es handelt sich um eine Anlage des Rinzai Zen Buddhismus (Rinzai-shū), von dem die damaligen Daimyō annahmen, er gebe den Samurai ein ideales moralisches Lebenskonzept.
Shingen selbst soll sich täglich mit dem Rinzai-Zen auseinandergesetzt haben und ihn gefördert haben.

## Heutige Nutzung
Der Tempel wird auch heute noch von Mönchen für Zeremonien genutzt. Wie in vielen Tempeln üblich, werden Gäste aufgenommen. Der Tempel liegt, ebenfalls wie viele andere, auf einer Bergkuppe, was eine gute Aussicht ermöglicht. Außerdem verwaltet er die umliegenden Friedhöfe, einschließlich dessen von Sanjō no kata und Nachlassstücke aus dem Eigentum Shingens sowie einige seltene Kunstgegenstände und Gemälde.

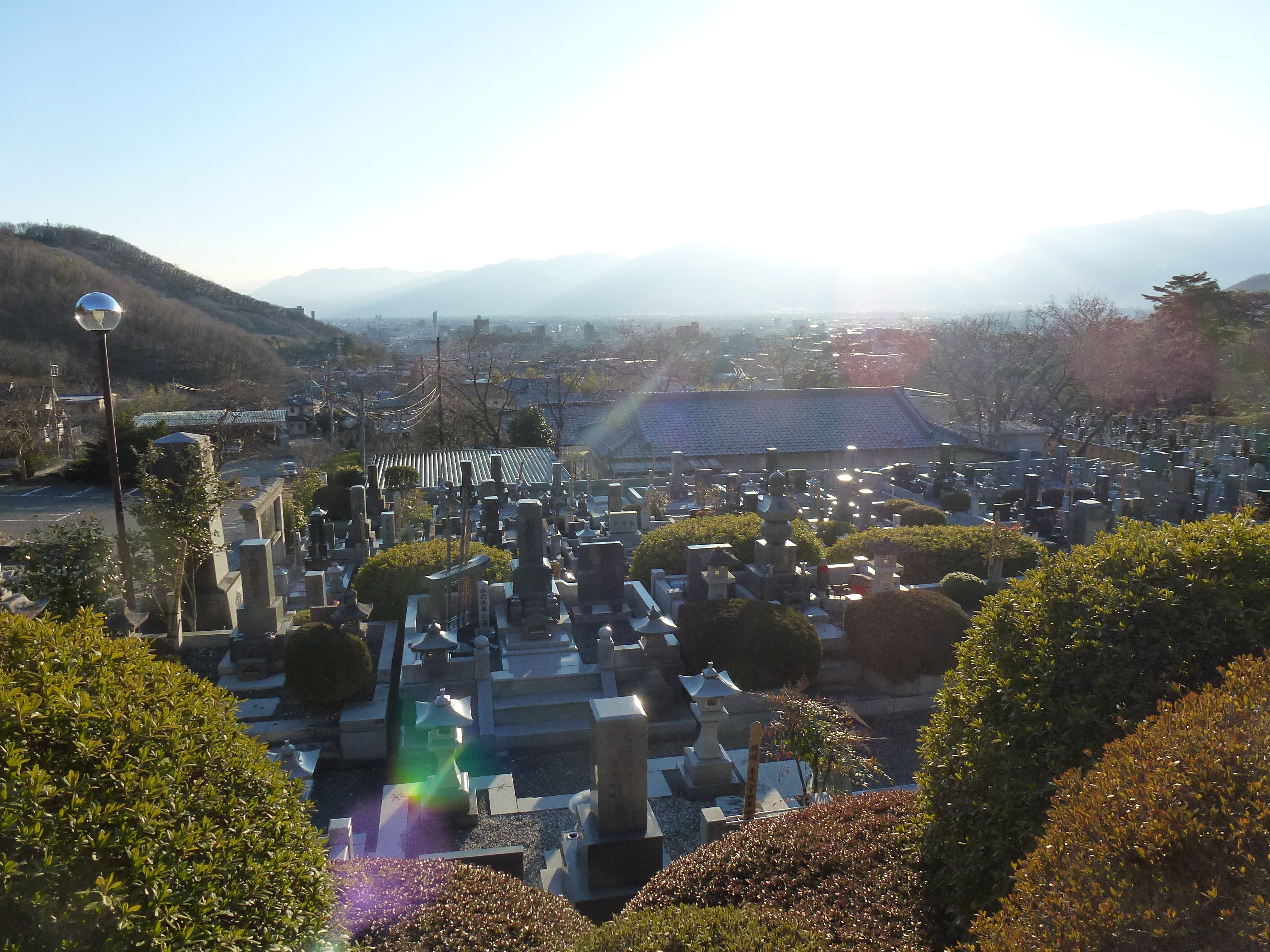
Ausblick nach Süden zu Kōfu.
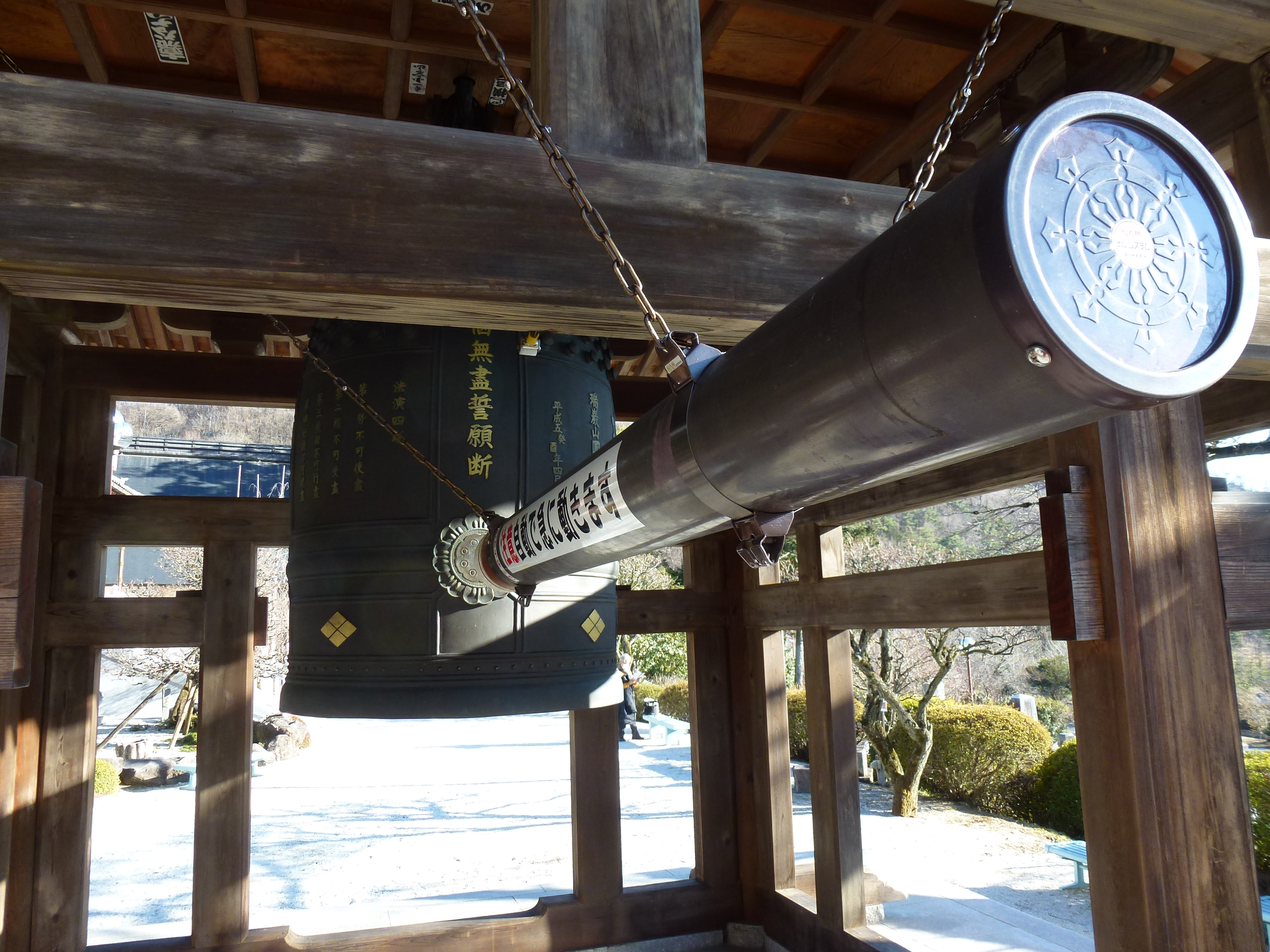
Die tägliche Morgens- und Abends-6-Uhr-Glocke.
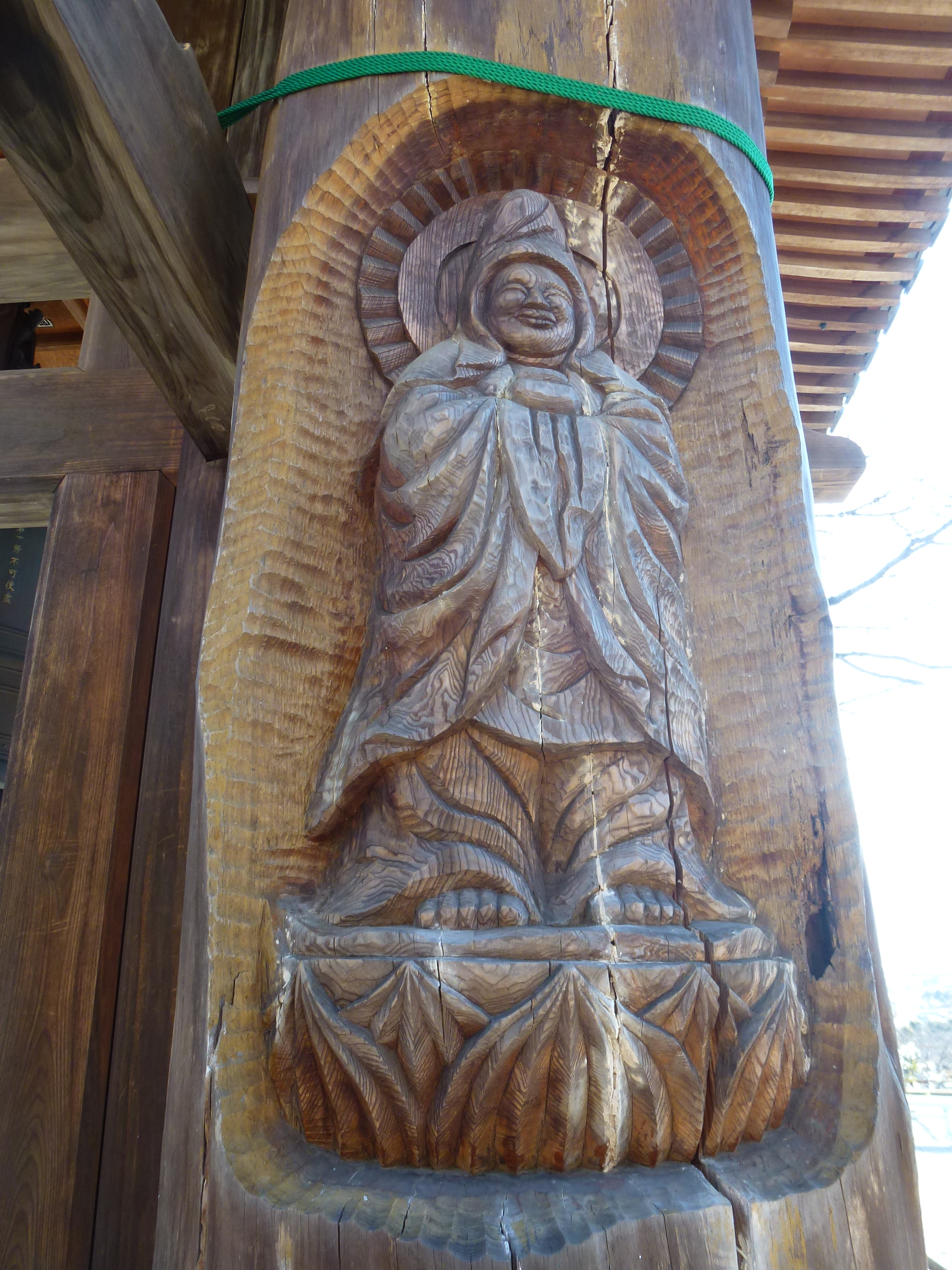
Eine der vielen künstlerischen Schönheiten.